# Haematopota philipi
Haematopota philipi är en tvåvingeart som beskrevs av Chvala 1969. Haematopota philipi ingår i släktet Haematopota och familjen bromsar.
Artens utbredningsområde är Nepal. Inga underarter finns listade i Catalogue of Life.